# Lev Barag
Pour les articles homonymes, voir Barag.
Lev Grigorievitch Barag (en russe : Лев Григорьевич Бараг, né le 31 décembre 1910 (13 janvier 1911 dans le calendrier grégorien) à Kiev, mort le 4 septembre 1994 à Oufa, est un folkloriste et historien de la littérature juif, soviétique et russe, qui a contribué à l'étude du folklore biélorusse et bachkir.

## Biographie
Né à Kiev en 1911, il termine ses études à l'Université pédagogique d'État de Moscou (MGPI), où il a été l'élève de N.K. Goudzy et P.G. Bogatyriev  en 1938. Il travaille ensuite à l'Institut pédagogique de Minsk, puis de 1941 à 1943 à l'Université de Sverdlovsk (Iekaterinbourg). À partir de 1943, il est chargé de cours à l'Université d'État de Biélorussie (БГУ / BGOu). En 1949, dans le cadre de la campagne idéologique contre le cosmopolitisme, il est accusé par les autorités soviétiques de rabaisser dans ses travaux le folklore biélorusse, en soulignant ses ressemblances avec le folklore d'autres nations européennes, notamment occidentales, et est renvoyé de l'Université avec 24 heures de délai pour quitter Minsk ; en fait, il doit quitter la Biélorussie, et pendant deux ans, il lui sera impossible d'obtenir un poste d'enseignant nulle part. En 1951 il s'installe à Oufa, où il travaillera à l'Université d'État de Bachkirie jusqu'à sa mort en 1994.
Il a obtenu le titre de docteur en sciences historiques en 1969 pour sa thèse sur « Les interdépendances et l'originalité nationale des contes populaires slaves orientaux », et celui de professeur en 1970.
Après avoir été récompensé par le titre de scientifique émérite de la République autonome de Bachkirie en 1977, il a été en 1987 lauréat du Prix Salavat Ioulaïev de Bachkirie pour ses travaux dans le domaine de la littérature et de l'art.

## Activités scientifiques et dans l'enseignement
Son activité scientifique est liée à la collecte et l'étude des légendes slaves orientales et turques du XVIIIe siècle au XXe siècle et des contes populaires biélorusses. Il a publié en tout plus de 300 articles en biélorusse, russe, anglais, allemand, ukrainien, polonais et bachkir. Son autorité internationale a été reconnue par sa collaboration à l'Encyclopédie des Contes de Fées (Encyclopedia of Fairy Tales / Enzyklopädie des Märchens) en 60 volumes, publiée à Berlin et à New York en 1975, dans laquelle figurent des articles de lui concernant les contes biélorusses, russes, bachkirs et ukrainiens.
En 1966, il publie aux éditions Akademie Verlag de Berlin du recueil intitulé en allemand Belorussische Volksmärchen (Contes populaires biélorusses), réédité 10 fois de 1966 à 1980. En 1969, il publie une monographie sur « Le conte biélorusse » (Беларуская казка). Il est également l'auteur de commentaires sur divers contes biélorusses (contes merveilleux, d'animaux) répartis dans l'encyclopédie en plusieurs volumes du folklore biélorusse « Bielarusskaïa narodnaïa tvortchasts' », publiée dans les années 1970-1980 par l'Institut des Arts, de l'Ethnographie et du Folklore de l'Académie biélorusse des sciences.
En 1984-1985, Barag, en collaboration avec N.V. Novikov, publie aux Éditions Naouka (« Science ») une nouvelle édition des Contes populaires russes d'Alexandre Afanassiev en 3 volumes, avec une préface et de scrupuleux commentaires scientifiques, ainsi que des renvois à la classification Aarne-Thompson des sujets des contes merveilleux.
Il étudie le folklore bachkir en utilisant son expérience dans le domaine des contes biélorusses, et peut être considéré comme le fondateur de l'école folkloriste bachkire. Il est corédacteur et coauteur  d'une classification systématique en cinq volumes des contes populaires bachkirs, clé de voûte d'une encyclopédie en 18 volumes du folklore bachkir, publié en langue bachkire avec des commentaires en russe. Il y présente de nombreuses œuvres jusqu'alors inédites (par exemple dans le cinquième volume de contes, 183 des 189 textes étaient publiés pour la première fois).
En 2011, une conférence internationale sur les questions de coopération linguistique, littéraire, folklorique et de culture contemporaine s'est tenue à l'Université d'État de Bachkirie à l'occasion du 100e anniversaire de sa naissance.

## Sources
- (ru) Cet article est partiellement ou en totalité issu de l’article de Wikipédia en russe intitulé « Бараг, Лев Григорьевич » (voir la liste des auteurs).